# Katharina Hentschel
Katharina Hentschel (* 4. Juli 1983 in Berlin als Katharina Scholz) ist eine deutsche Hockeyspielerin.
Sie begann beim Berliner Sport-Club und wechselte dann zum Berliner HC, mit dem sie viermal deutsche Jugendmeisterin wurde. Nach einem Intermezzo beim Real Club de Polo de Barcelona wechselte sie zum Jurastudium nach München, wo die Stürmerin für den Münchner SC antrat.
2000 und 2001 wurde Hentschel U18-Europameisterin, 2004 Zweite bei der U21-Europameisterschaft. 2005 debütierte sie in der deutschen Hockeynationalmannschaft, mit der sie bei der Europameisterschaft 2005 Vizeeuropameisterin wurde. 2006 gewann sie mit der deutschen Mannschaft die FIH Champions Trophy, 2007 gelang dem Team in Manchester der Gewinn der Europameisterschaft.
Anlässlich der Olympischen Spiele 2008 in Peking ließ sie sich, wie schon 2004 ihre Teamkollegin Fanny Rinne, für den Playboy fotografieren.
Katharina Scholz absolvierte insgesamt 68 Länderspiele für Deutschland.